# Vila Cova da Lixa e Borba de Godim
Vila Cova da Lixa e Borba de Godim (llamada oficialmente União das Freguesias de Vila Cova da Lixa e Borba de Godim) es una freguesia portuguesa del municipio de Felgueiras, distrito de Oporto.

## Historia
Fue creada el 28 de enero de 2013 en aplicación de una resolución de la Asamblea de la República de Portugal promulgada el 16 de enero de 2013 con la unión de las freguesias de Borba de Godim y Vila Cova da Lixa, pasando su sede a estar situada en la antigua freguesia de Vila Cova da Lixa.

## Demografía
| Gráfica de evolución demográfica de Vila Cova da Lixa e Borba de Godim entre 2011 y 2021 |
|                                                                                          |
| Datos según el nomenclátor publicado por el INE portugués.                               |